# Hydrotaea naltarensis
Hydrotaea naltarensis är en tvåvingeart som beskrevs av Shinonaga 2007. Hydrotaea naltarensis ingår i släktet Hydrotaea och familjen husflugor.
Artens utbredningsområde är Pakistan. Inga underarter finns listade i Catalogue of Life.